# Veronica Gatto
Veronica Gatto (Velletri, 7 luglio 1976) è una conduttrice televisiva, giornalista, cantante e attrice italiana.

## Biografia
Nata a Velletri, da madre romana e padre siciliano, si laurea in Scienze della comunicazione presso l'Università degli Studi Roma 3.
Tra il 1996 e il 2000 collabora con la Valtur nei villaggi turistici in qualità di hostess e animatrice turistica. Nel 2002 si esibisce come cantante presso il locale Smaila's di Roma. Collabora in seguito come cantante con Jerry Calà e con il maestro Guido Lembo presso il locale Anema e Core di Capri. Nel 2004 è finalista del Festival di Castrocaro.
Lavora come testimonial in alcuni spot pubblicitari della Dove e della Valtur e interpreta, come modella, l’Italia, in un videoclip destinato al mercato cinese.
Nel 2006 debutta in RAI nel programma Domenica In nella rubrica 30 contro 1 condotta da Massimo Giletti, intervistando Bruno Vespa, Katia Ricciarelli, Gigi Proietti, Pier Ferdinando Casini e Nino Frassica. Collabora in seguito in diversi programmi RAI (Festa Italiana, Unomattina, Linea Verde), prima come collaboratrice ai testi e poi come inviata. Nel 2011 conduce la rubrica Italia in Bici all'interno del programma Unomattina e l'anno seguente come conduttrice della rubrica Italia Low Cost sempre all'interno di Unomattina.
Nel 2012 arriva al grande pubblico con la conduzione di Easy Driver, storico programma della RAI di divulgazione di informazioni riguardanti territorio e motori. Gatto conduce il programma per sei anni fino al 2018 affiancata da diverse colleghe (Sofia Bruscoli, Roberta Morise, Metis Di Meo). Nel 2013 conduce insieme a Ezio Di Flaviano il programma in diretta su Rai Sport 1 Galeno, format di informazione sulla medicina e lo sport. Nello stesso anno è testimonial Telethon su Rai Uno nel programma condotto da Fabrizio Frizzi. Contemporaneamente conduce molti eventi e manifestazioni nazionali ed internazionali tra le quali Vinitaly e collaborando con le società del gruppo  Armando Testa con la mansione di responsabile nella direzione di risorse umane nell'organizzazione di eventi e manifestazioni per case automobilistiche. Dal 2014 è inviata del programma La vita in diretta su Rai Uno e nel 2015 è opinionista del programma Torto o Ragione su Rai Uno condotto da Monica Leofreddi. Nel 2019 è concorrente del programma comic show Stasera tutto è possibile condotto da Stefano De Martino su Rai Due.

## Filmografia
- Notte prima degli esami - Oggi, regia di Fausto Brizzi (2007)

## Programmi TV
- Super Star Tour, (Italia Uno, 2003)
- Festival di Castrocaro, (Rai Uno, 2004)
- La fabbrica della Musica, (Rai Futura, 2005)
- Domenica In, (Rai Uno, 2006)
- Festa Italiana, (Rai Uno, 2008)
- Unomattina, (Rai Uno, 2009)
- Uno Mattina Storie Vere, (Rai Uno, 2011)
- Uno Mattina La vita è bella 'Italia in bici'  (Rai Uno, 2012)
- Uno Mattina Sapore di sole 'Italia Low Cost'  (Rai Uno, 2013)
- Galeno, (Rai Sport 1, 2013)
- Unomattina Verde, (Rai Uno, 2013)
- Unomattina Ciao come stai?, (Rai Uno, 2014)
- Easy Driver, (Rai Uno, 2012-2018)
- Torto o ragione, (Rai Uno, 2015)
- La vita in diretta Estate, (Rai Uno, 2015-2020)
- La vita in diretta, (Rai Uno, 2014-2019)
- Stasera tutto è possibile, (Rai Due, 2019)